# Bragg City (Misuri)
Bragg City es un pueblo ubicado en el condado de Pemiscot, Misuri, Estados Unidos. Según el censo de 2020, tiene una población de 72 habitantes.

## Geografía
La localidad está ubicada en las coordenadas 36°16′5″N 89°54′41″O / 36.26806, -89.91139. Según la Oficina del Censo de los Estados Unidos, Bragg City tiene una superficie total de 0.53 km², de la cual 0.53 km² corresponden a tierra firme y (0%) 0 km² es agua.

## Demografía
Según el censo de 2020, hay 72 personas residiendo en Bragg City. La densidad de población es de 136,0 hab./km². El 97.2% son blancos, el 1.4% es amerindio y el 1.4% es de dos o más razas. Del total de la población el 4.2% son hispanos o latinos de cualquier raza.